# (23547) Tognelli
(23547) Tognelli est un astéroïde de la ceinture principale.

## Description
(23547) Tognelli est un astéroïde de la ceinture principale. Il fut découvert le 17 février 1994 à San Marcello Pistoiese par Luciano Tesi et Gabriele Cattani. Il présente une orbite caractérisée par un demi-grand axe de 2,76 UA, une excentricité de 0,16 et une inclinaison de 10,1° par rapport à l'écliptique.

## Compléments